# Amtdi
Amtdi (en àrab امطضي, Amṭḍī; en amazic ⴰⵎⵟⴹⵉ) és una comuna rural de la província de Guelmim, a la regió de Guelmim-Oued Noun, al Marroc. Segons el cens de 2014 tenia una població total de 1.472 persones